# Antoni Dunajecki

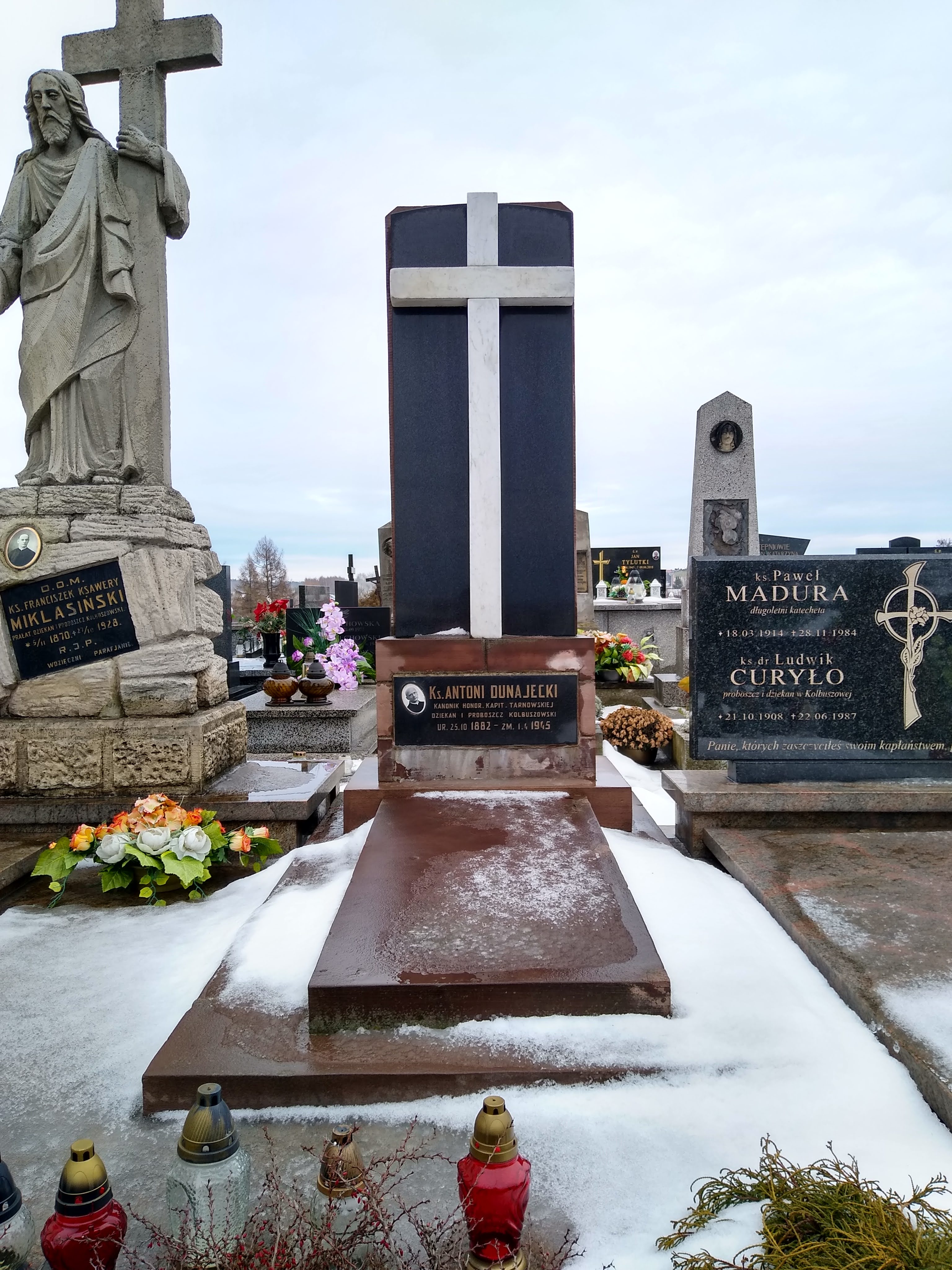
Grób Antoniego Dunajeckiego na cmentarzu parafii Wszystkich Świętych w Kolbuszowej

Antoni Dunajecki (ur. 25 października 1882 w Łącku, zm. 1 kwietnia 1945 w Kolbuszowej) – polski duchowny rzymskokatolicki, Sprawiedliwy wśród Narodów Świata.

## Życiorys
Był synem Antoniego Bobaka i Marii z domu Schmidt. Nauki początkowe pobierał w Łącku, gimnazjalne w Nowym Sączu (1896–1901) i Tarnowie (1901–1904). Był jednym z pierwszych wychowanków tzw. Małego Seminarium. W 1904 roku otrzymał świadectwo dojrzałości.
Studiował teologię w Wyższym Seminarium Duchownym w Tarnowie. 29 czerwca 1908 roku przyjął święcenia kapłańskie z rąk biskupa Leona Wałęgi. 1 sierpnia 1908 został wikariuszem w parafii Wniebowzięcia Najświętszej Maryi Panny w Wielopolu Skrzyńskim. Był nim do 1 sierpnia 1910 roku, kiedy zaczął pełnić tę samą funkcję w jednej z bocheńskich parafii. 1 sierpnia 1912 roku  został katechetą w szkole ludowej.
3 lutego 1916 roku został proboszczem parafii św. Mikołaja w Brzezinach. Od 11 marca 1916 roku pełnił funkcję kapelana wojskowego w Landsturm Etappen Baonie nr 501 w Bozen w Tyrolu. Do parafii w Brzezinach powrócił po zakończeniu I wojny światowej. 4 grudnia 1924 roku został odznaczony tytułem Expositorium Canonicale. Podczas sprawowania funkcji proboszcza w Brzezinach przez Dunajeckiego dwukrotnie (1917 i 1927 rok) remontowana była dzwonnica. Z jego inicjatywy powstało gospodarstwo rybne składające się z kilku stawów. W skład majątku parafii weszła wikarówka, którą w testamencie zapisał mu poprzedni proboszcz ks. Jan Golonka. Pojawiły się również plany budowy nowego kościoła.
20 marca 1928 roku wystosował podanie o objęcie urzędu proboszcza w parafii św. Jakuba Starszego Apostoła w Podegrodziu, a pod koniec sierpnia w parafii Matki Bożej Różańcowej w Lisiej Górze. Nie zostały one jednak zaakceptowane. 11 grudnia 1928 roku złożył podanie o objęcie probostwa w parafii Wszystkich Świętych w Kolbuszowej. Na początku 1929 roku został dziekanem wielopolskim.
15 kwietnia 1929 roku został proboszczem parafii Wszystkich Świętych w Kolbuszowej oraz dziekanem kolbuszowskim. W 1934 roku otrzymał przywilej noszenia rokiety i mantoletu. Staraniem Dunajeckiego w latach 1929-1935 przebudowano i powiększono miejscową świątynię. 11 listopada 1936 roku otrzymał Złoty Krzyż Zasługi. Był współpracownikiem Gazety Kościelnej. W 1938 roku namalował obraz przedstawiający św. Bartłomieja znajdujący się w ołtarzu głównym kościoła w Samocicach.
W listopadzie 1939 roku został aresztowany przez Gestapo, jednak tego samego dnia opuścił rzeszowskie więzienie. Na przełomie 1939 i 1940 roku podjął działalność konspiracyjną w Kolbuszowej. Podczas wojny nosił pseudonim Komin. Wystawił fałszywe metryki urodzenia dla dwóch Żydów: Normana i Leibusha Salsitz.
Pod koniec życia zmagał się z rakiem żołądka, którego objawy nasiliły się końcem lutego 1945 roku. 11 marca 1945 roku Dunajecki spisał testament. 16 marca 1945 roku otrzymał zezwolenie od tarnowskiej kurii biskupiej na odprawianie mszy świętej i słuchanie spowiedzi w kancelarii parafialnej, a 26 marca poprosił o wyznaczenie wikariusza ks. Adama Śmietanę administratorem.
Zmarł 1 kwietnia 1945 roku o godzinie 7 rano w Kolbuszowej. Został pochowany na miejscowym cmentarzu parafialnym.

## Publikacje
- Weselcie się w Panu!, Kraków, 1939[15]

## Odznaczenia

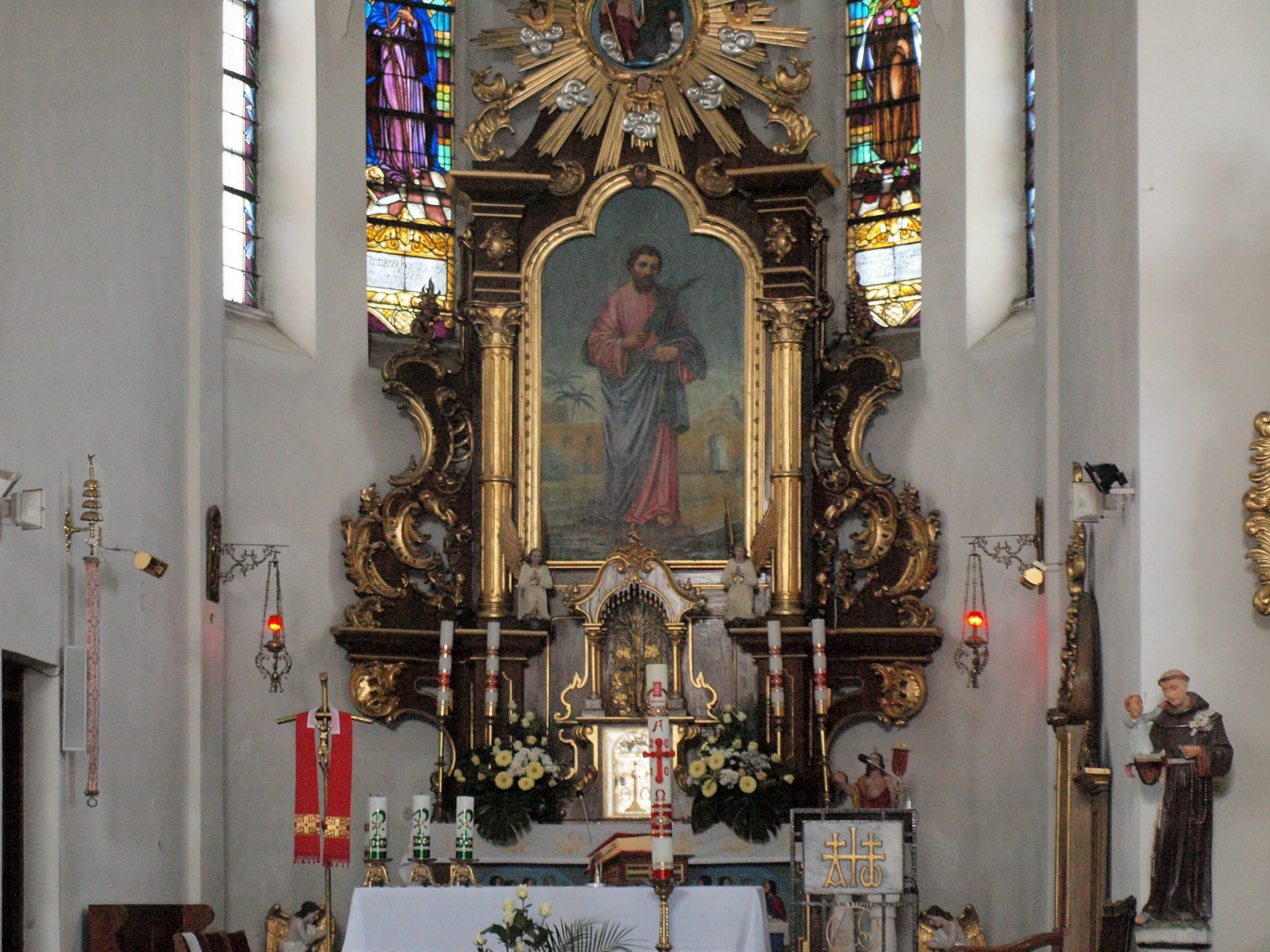
Ołtarz główny kościoła w Samocicach

- Expositorium Canonicale, 1924[4]
- Przywilej noszenia rokiety i mantoletu, 1934[4]
- Złoty Krzyż Zasługi, 1936[4]
- Srebrny Krzyż Zasługi[16]
- Złota Odznaka 17 Pułku Piechoty[17]
- Sprawiedliwy wśród Narodów Świata, 19 listopada 2019[18]

## Upamiętnienie
25 maja 2017 roku Rada Miejska w Kolbuszowej uchwaliła zmianę nazwy ul. Gwardii Ludowej na ul. ks. Antoniego Dunajeckiego. Uchwała weszła w życie 20 lipca 2017 roku.